# Gabriel Fulcher
Gabriel Mark Fulcher (Aldershot, 27 novembre 1969) è un ex rugbista a 15 e allenatore di rugby internazionale per l'Irlanda, militante in carriera agonistica nel Munster, nel Leinster e nei London Irish nel ruolo di seconda linea.

## Biografia
Cresciuto in Inghilterra ad Aldershot, divenne professionista nel rugby irlandese nelle file del Munster, passò nel 1996 ai London Irish in English Premiership.
Fu in Nazionale irlandese dal 1994 al 1998 con la partecipazione alla Coppa del Mondo di rugby 1995 in Sudafrica, e nel 1998 fu al Leinster con i gradi di capitano.
Nel 2000 cessò l'attività agonistica e passò alla guida tecnica dell'Under-20 del Leinster, dapprima come assistente e poi come allenatore-capo.